# A Festa dos Micos
A Festa dos Micos é uma coletânea da banda brasileira João Penca e Seus Miquinhos Amestrados. Foi lançado em 1993 pela Leblon Records.
Foi o último lançamento da banda antes do seu rompimento, um ano depois.
A compilação contém alguns dos sucessos mais famosos da banda, desde o seu álbum de estreia de 1983 até ao seu mais recente lançamento, Cem Anos de Rock 'n Roll, de 1990, bem como algumas regravações e faixas inéditas.

## Músicas
A faixa "Rock da Cachorra" não é uma música de João Penca, mas do cantor brasileiro Eduardo Dussek em que João Penca apareceu apenas como convidado. Está originalmente presente no álbum de 1983 de Dussek Cantando no Banheiro.
"Como o Macaco Gosta de Banana" é um cover da canção homônima do cantor e compositor português José Cid.
"O Superstar", uma das novas músicas de João Penca presente na compilação, é uma versão em português de "Breaking Up is hard to do" de Neil Sedaka.
Faixa de abertura do álbum é um pequeno pedaço influenciado por Eumir Deodato's Assim falou Zaratustra (2001), e seu uso como primeira faixa do álbum faz alusão ao fato de que Elvis Presley, uma das principais influências de João Penca, constantemente utilizado Richard Strauss versão original da música como uma fanfarra de abertura para seus shows na década de 1970.

## Faixas
Faixas em negrito indicam que elas foram regravadas e, portanto, são diferentes de suas contrapartes de lançamento originais.
| N.º | Título                                    | Original release                                                     | Duração |  |
| 1.  | "Also sprach Zarathustra"                 | Previously unreleased                                                | 0:39    |  |
| 2.  | "Psicodelismo em Ipanema"                 | Os Maiores Sucessos de João Penca & Seus Miquinhos Amestrados (1983) | 3:36    |  |
| 3.  | "Rock da Cachorra" (feat. Eduardo Dussek) | Cantando no Banheiro (1983)                                          | 3:11    |  |
| 4.  | "Universotário"                           | Okay My Gay (1986)                                                   | 2:21    |  |
| 5.  | "O Superstar"                             | Previously unreleased                                                | 2:55    |  |
| 6.  | "Romance em Alto-Mar"                     | Okay My Gay (1986)                                                   | 3:45    |  |
| 7.  | "Calúnias (Telma, Eu Não Sou Gay)"        | Os Maiores Sucessos de João Penca & Seus Miquinhos Amestrados (1983) | 2:53    |  |
| 8.  | "Lágrimas de Crocodilo"                   | Okay My Gay (1986)                                                   | 3:49    |  |
| 9.  | "Popstar"                                 | Okay My Gay (1986)                                                   | 3:58    |  |
| 10. | "Como o Macaco Gosta de Banana"           | Previously unreleased                                                | 4:10    |  |
| 11. | "S.O.S. Miquinhos (Merdley)"              | Sucesso do Inconsciente (1989)                                       | 3:30    |  |
| 12. | "Matinê no Rian" (feat. Paula Toller)     | Sucesso do Inconsciente (1989)                                       | 2:19    |  |
| 13. | "Papa Uma-ma"                             | Cem Anos de Rock 'n Roll (1990)                                      | 2:13    |  |
| 14. | "Suga-Suga"                               | Cem Anos de Rock 'n Roll (1990)                                      | 3:40    |  |
| 15. | "O Monstro"                               | Cem Anos de Rock 'n Roll (1990)                                      | 3:39    |  |